# جو موني
جو موني (بالإنجليزية: Joe Mooney)‏ هو سياسي أيرلندي، ولد في 26 مايو 1916، وتوفي في 21 يناير 1988. حزبياً، نشط في فيانا فايل. وقد انتخب عضو مجلس الشيوخ من أيرلندا عن دائرة الأعضاء المعينون في مجلس الشيوخ الأيرلندي ‏ وقد انضم خلال فترته النيابية ‏ (14 ديسمبر 1961 – 28 أبريل 1965) للكتلة البرلمانية فيانا فايل.